# هونگ یون-گیل
هونگ یون-گیل (انگلیسی: Hwang Yun-gil؛ زادهٔ ۱ ژانویهٔ ۱۵۳۶) دیپلمات اهل پادشاهی چوسان است. او نماینده پادشاهی چوسان (مأمور دیپلماتیک) در دوره سنگوکو در ژاپن بود، در این هنگام ژاپن توسط فرمانده ای پر قدرت بنام تویوتومی هیده‌یوشی کنترل می‌شد.